# Nataliya Lovtsova
Nataliya Lovtsova, romanisé en, Natalia Lovtcova, (née le 14 avril 1988) est une nageuse russe.  

## Biographie
Aux Jeux olympiques d'été de 2012, elle a participé au relais 4 × 100 mètres nage libre féminin, terminant à la 10e place dans les éliminatoires. La même année Lovtsova a été suspendu pour deux ans et demi puisqu'elle a violé les règles antidopage. Elle est également suspendue des Jeux olympiques de Rio en 2016 pour dopage. 